# Milton Álvarez (futbolista)
Milton David Álvarez (Munro, provincia de Buenos Aires, 29 de enero de 1989) es un futbolista argentino. Juega de arquero y su equipo actual es Gimnasia y Esgrima de Jujuy de la Primera B Nacional de Argentina.

## Trayectoria

### Colegiales
Álvarez comenzó su carrera en Colegiales, equipo de su ciudad, en 2008. Se mantuvo en el equipo hasta 2010.

### Huracán de Tres Arroyos
Al no haber logrado su debut en Colegiales, el arquero decidió marcharse a Huracán de Tres Arroyos, equipo del Torneo Argentino A. En su primera temporada, disputaría 18 encuentros y sufriría el descenso al Torneo Argentino B.
En su segundo año, jugó 31 partidos en la cuarta categoría del fútbol argentino de los 32 que disputó Huracán de Tres Arroyos. El equipo de la provincia de Buenos Aires llegó hasta la segunda fase del torneo.

### Sportivo Italiano
En 2013, Álvarez se incorporó a Sportivo Italiano, equipo de la Primera C. En su primer torneo, disputó 16 encuentros. Fue parte del plantel campeón que ascendió a la Primera B luego de dos años.
Ya en su segunda temporada, jugó 8 partidos de los 20 que disputó Sportivo Italiano en la tercera categoría.

### Vuelta a Colegiales
Milton Álvarez regresó a Colegiales luego de cinco años. Debutó el 6 de abril de 2015 en el empate 1-1 ante Deportivo Merlo. Su buen paso por la institución tricolor logró que Colegiales se salve del descenso en la última fecha y condene al mencionado Deportivo Merlo a la pérdida de categoría.

### Deportivo Morón
Su buen año en Colegiales logró que Deportivo Morón se haga con sus servicios a inicios de 2016. Debutó el 9 de febrero en el empate sin goles entre el Gallo y Deportivo Riestra. El equipo terminó cuarto y Álvarez recibió 19 goles en 19 partidos.
En el siguiente año, consiguió realizar un gran campeonato que fue coronado con el título de la Primera B y regresar a la Primera B Nacional luego de 17 años. En cuanto a lo individual, Álvarez recibió apenas 20 goles en 34 partidos siendo el arquero menos goleado del campeonato.
Su debut en la Primera B Nacional llegó el 15 de septiembre de 2017, cuando Deportivo Morón empató como visitante 0 a 0 frente a Los Andes. En 23 partidos jugados, recibió 22 goles.

### Independiente
Sus buenas temporadas en el conjunto de zona oeste hicieron que Independiente, uno de los cinco grandes del fútbol argentino, compre su pase (tasado en 150 mil dólares).
Debutó el 28 de septiembre de 2018 por la fecha 7 del campeonato de Primera División en el empate 0-0 frente a Tigre.
En el año 2022, Álvarez tendría la temporada con más partidos jugados en Independiente: 21 partidos jugados y 16 goles recibidos.

### Quilmes
Tras la llegada de Rodrigo Rey a Independiente, Milton Álvarez decidió rescindir su contrato con el club para tener más minutos en otro equipo. Por ello, días después, Quilmes oficializó su llegada para ser el arquero del Cervecero en la Primera Nacional. El 24 de noviembre, es anunciada su recision de contrato con el conjunto cervecero.

### Deportes Limache
El 8 de enero de 2024 es anunciado como nuevo jugador de Deportes Limache de la Primera B de Chile.

## Estadísticas

### Clubes
- Actualizado hasta el 17 de agosto de 2025.

| Colegiales Argentina | 3.ª                 | 2008-09             | 0   | 0    | -  | -  | - | - | 0   | 0    | 0    |
| Colegiales Argentina | 3.ª                 | 2009-10             | 0   | 0    | -  | -  | - | - | 0   | 0    | 0    |
| Colegiales Argentina | 3.ª                 | 2010-11             | 0   | 0    | -  | -  | - | - | 0   | 0    | 0    |
| Colegiales Argentina | 3.ª                 | 2015                | 33  | 34   | -  | -  | - | - | 33  | 34   | 1.03 |
| Colegiales Argentina | Total club          | Total club          | 33  | 34   | -  | -  | - | - | 33  | 34   | 1.03 |
| Huracán (TA) Argentina | 3.ª                 | 2010-11             | 15  | ?    | -  | -  | - | - | ?   | ?    | ?    |
| Huracán (TA) Argentina | 3.ª                 | 2011-12             | 15  | ?    | 3  | 5  | - | - | +3  | +5   | ?    |
| Huracán (TA) Argentina | 4.ª                 | 2012-13             | 31  | ?    | 1  | 3  | - | - | 32  | +3   | ?    |
| Huracán (TA) Argentina | Total club          | Total club          | 46  | ?    | 4  | 8  | - | - | 50  | +8   | ?    |
| Sportivo Italiano Argentina | 4.ª                 | 2013-14             | 16  | 11   | 4  | 5  | - | - | 20  | 16   | 0.8  |
| Sportivo Italiano Argentina | 3.ª                 | 2014                | 8   | 12   | 0  | 0  | - | - | 8   | 12   | 1.5  |
| Sportivo Italiano Argentina | Total club          | Total club          | 24  | 23   | 4  | 5  | - | - | 28  | 28   | 1    |
| Deportivo Morón Argentina | 3.ª                 | 2016                | 19  | 19   | 0  | 0  | - | - | 19  | 19   | 1    |
| Deportivo Morón Argentina | 3.ª                 | 2016-17             | 34  | 20   | 0  | 0  | - | - | 34  | 20   | 0.59 |
| Deportivo Morón Argentina | 2.ª                 | 2017-18             | 23  | 22   | 0  | 0  | - | - | 23  | 22   | 0.96 |
| Deportivo Morón Argentina | Total club          | Total club          | 76  | 61   | 0  | 0  | - | - | 76  | 61   | 0.8  |
| Independiente Argentina | 1.ª                 | 2018-19             | 1   | 0    | 0  | 0  | 1 | 1 | 2   | 1    | 0.5  |
| Independiente Argentina | 1.ª                 | 2019-20             | 0   | 0    | 0  | 0  | 0 | 0 | 0   | 0    | 0    |
| Independiente Argentina | 1.ª                 | 2020                | -   | -    | 4  | 1  | 2 | 1 | 6   | 2    | 0.33 |
| Independiente Argentina | 1.ª                 | 2021                | 0   | 0    | 4  | 3  | - | - | 4   | 3    | 0.75 |
| Independiente Argentina | 1.ª                 | 2022                | 18  | 15   | 3  | 1  | 0 | 0 | 21  | 16   | 0.76 |
| Independiente Argentina | Total club          | Total club          | 19  | 15   | 11 | 5  | 3 | 2 | 33  | 22   | 0.67 |
| Quilmes Argentina | 2.ª                 | 2023                | 36  | 33   | -  | -  | - | - | 36  | 33   | 0.92 |
| Quilmes Argentina | Total club          | Total club          | 36  | 33   | -  | -  | - | - | 36  | 33   | 0.92 |
| Deportes Limache · Chile | 2.ª                 | 2024                | 20  | 26   | 0  | 0  | - | - | 20  | 26   | 1.3  |
| Deportes Limache · Chile | Total club          | Total club          | 20  | 26   | 0  | 0  | - | - | 20  | 26   | 1.3  |
| Gimnasia y Esgrima (J) Argentina | 2.ª                 | 2025                | 26  | 12   | 1  | 0  | - | - | 27  | 12   | 0.44 |
| Gimnasia y Esgrima (J) Argentina | Total club          | Total club          | 26  | 12   | 1  | 0  | - | - | 27  | 12   | 0.44 |
| Total en su carrera | Total en su carrera | Total en su carrera | 282 | +202 | 20 | 18 | 3 | 2 | 303 | +222 | ?    |
| (1) Las copas nacionales se refiere a la Copa Argentina, a la Copa de la Superliga Argentina, a la Copa de la Liga Profesional y a la Copa Chile. (2) Las copas internacionales se refiere a la Copa Libertadores, a la Copa Sudamericana y a la Copa Suruga Bank. (3) Media de goles recibidos por encuentro. No incluye goles en partidos amistosos. |                     |                     |     |      |    |    |   |   |     |      |      |

## Palmarés

### Torneos locales
| Título    | Club                   | País      | Año     |
| --------- | ---------------------- | --------- | ------- |
| Primera C | Club Sportivo Italiano | Argentina | 2013-14 |
| Primera B | Club Deportivo Morón   | Argentina | 2016-17 |